# Повний тор

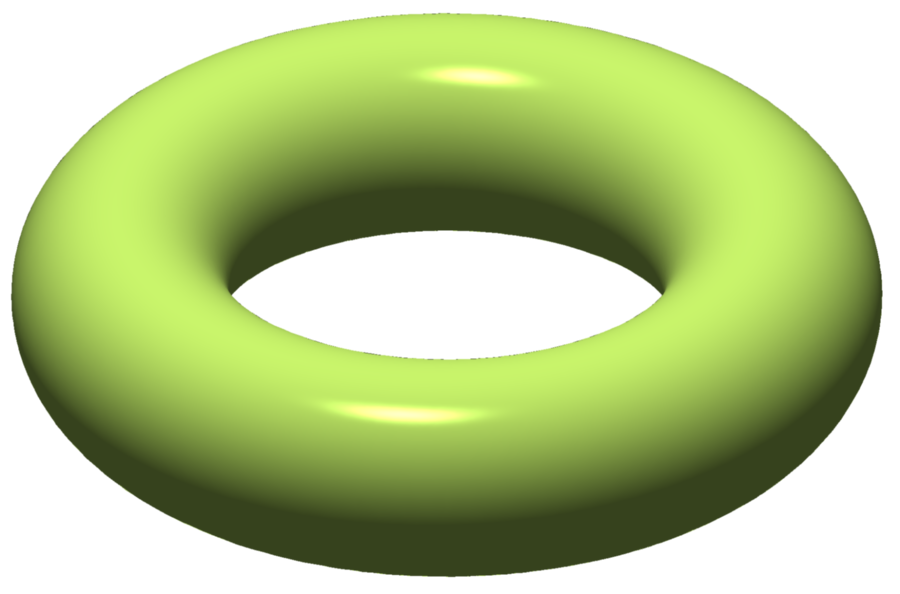
Повний тор

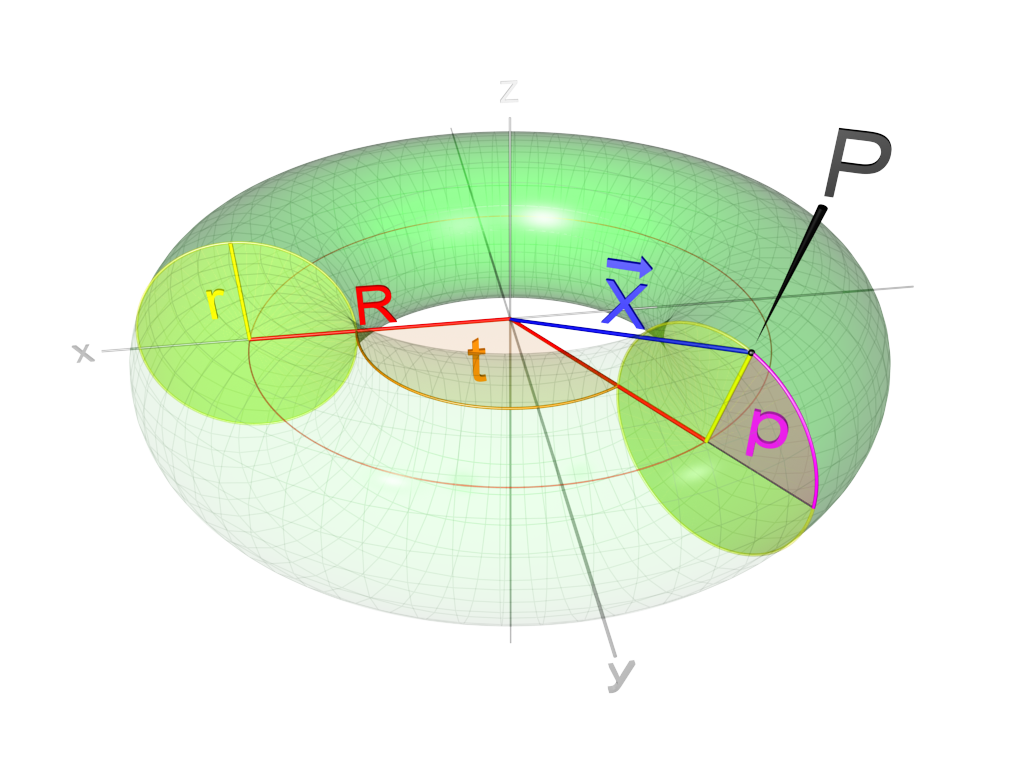

Повний тор (повнотор, повноторій) — тривимірна фігура, обмежена тором, а також топологічний простір, гомеоморфний цій фігурі, тобто прямий добуток {\displaystyle D^{2}\times S^{1}}двовимірного диска і кола. Неформально, повний тор — геометричне тіло (бублик), тоді як тор — тільки його поверхня (пустотіла камера колеса).

## Властивості
- Повний тор можна отримати як фігуру обертання круга радіуса {\displaystyle r} навколо осі, що лежить у площині цього круга і розташована на відстані {\displaystyle R} від його центра.
- Об'єм повного тора як наслідок з другої теореми Гульдіна: {\displaystyle V=2\pi ^{2}Rr^{2}}, де {\displaystyle r} — радіус твірного круга, а {\displaystyle R} — відстань від центра твірного круга до осі обертання (див. рисунок).
- Повний тор є тривимірним компактним многовидом із краєм. Цей многовид є зв'язним і орієнтованим.
- Повний тор гомотопічно еквівалентний колу {\displaystyle S^{1}}. Звідси випливає, що повний тор і коло мають однакові фундаментальні групи і групи гомологій:

{\displaystyle \pi _{1}(S^{1}\times D^{2})\cong \pi _{1}(S^{1})\cong \mathbb {Z} }
{\displaystyle H_{k}(S^{1}\times D^{2})\cong H_{k}(S^{1})\cong {\begin{cases}\mathbb {Z} &k=0,1\\0&k\geq 2\end{cases}}}